# パズルいろいろ 月刊クロスワードハウス
『パズルいろいろ 月刊クロスワードハウス』は、任天堂より発売されているニンテンドーDSiウェアのシリーズ。各500DSiポイント。

## 概要
廣済堂あかつき株式会社の月刊誌『クロスワードハウス』掲載のパズル問題50問を収録したパズルゲームで、概ね雑誌発売週の水曜日にダウンロード販売が開始される（雑誌発売と同日もしくは前倒しとなる）。
当初DSiウェア版には雑誌にはあるプレゼント懸賞が無かったが、Vol.4よりDSiウェア版独自のプレゼント懸賞が付くようになった（応募〆切あり）。〆切終了後は懸賞機能を削除されたバージョンで配信され、すでに懸賞機能つきのバージョンでダウンロードした場合は再ダウンロード料は無料である。なお、本ソフトによる懸賞の応募には問題をクリアした時に表示されるパスワードとQRコードがあり、パスワードの場合はパソコンか携帯から本ソフトの紹介ページにある懸賞を選べば応募でき、QRコードは携帯のバーコードリーダーで読み込めばすぐに出すことが出来る。なお、本ソフトはインターネット非対応であり、本体にニンテンドーDSiブラウザーがあればすぐに起動して懸賞ページまで飛んで応募できる。

### 収録パズル
- クロスワード
- イラストクロス
- リストクロス
- 漢字ナンバークロス
- ナンバープレース
- ナンバークロス
- スケルトン
- イラストロジック

## シリーズ
記載されていない必要ブロックは49ブロック。
- パズルいろいろ 月刊クロスワードハウス Vol.1（2009年5月27日）現在は配信終了
- パズルいろいろ 月刊クロスワードハウス Vol.2（2009年7月1日）現在は配信終了
- パズルいろいろ 月刊クロスワードハウス Vol.3（2009年7月29日）現在は配信終了
- 懸賞付 パズルいろいろ 月刊クロスワードハウス Vol.4（2009年9月2日） 応募の〆切は2009年10月15日までで、現在は配信終了
- パズルいろいろ 月刊クロスワードハウス Vol.4（2009年10月14日）現在は配信終了
- 懸賞付 パズルいろいろ 月刊クロスワードハウス Vol.5（2009年9月30日） 応募の〆切は2009年11月19日まで
- 懸賞付 パズルいろいろ 月刊クロスワードハウス Vol.6（2009年10月28日） このソフトの必要ブロックは50ブロック。応募の〆切は2009年12月17日まで